# يادكينفيل (كارولاينا الشمالية)
يادكينفيل (بالإنجليزية: Yadkinville)‏ هي مدينة أمريكية ومركز مقاطعة يادكين في ولاية كارولاينا الشمالية في الولايات المتحدة الأمريكية.

## التركيبة السكانية
حدّد مكتب تعداد الولايات المتحدة بيانات التركيبة السكانية ليادكينفيل في تعداد الولايات المتحدة. في ما يلي، التركيبة السكانية حسب تعدادي 2000 و2010.

### تعداد عام 2000
بلغ عدد سكان يادكينفيل 2,818 نسمة بحسب تعداد عام 2000، وبلغ عدد الأسر 959 أسرة وعدد العائلات 642 عائلة مقيمة في البلدة. في حين سجلت الكثافة السكانية 380.8 نسمة لكل كيلومتر مربع (986.3/ميل2). وبلغ عدد الوحدات السكنية 1,026 وحدة بمتوسط كثافة قدره 138.6 لكل كيلومتر مربع (359.0/ميل2).
وتوزع التركيب العرقي للبلدة بنسبة 85.84% من البيض و6.53% من الأمريكيين الأفارقة و0.04% من الأمريكيين الأصليين و0.18% من الأمريكيين ذوي الأصول الآسيوية و6.32% من الأعراق الأخرى و1.10% من عرقين مختلطين أو أكثر و18.81% من الهسبانيون أو اللاتينيون من أي عرق.
بلغ عدد الأسر 959 أسرة كانت نسبة 34.4% منها لديها أطفال تحت سن الثامنة عشر تعيش معهم، وبلغت نسبة الأزواج القاطنين مع بعضهم البعض 49.8% من أصل المجموع الكلي للأسر، ونسبة 11.6% من الأسر كان لديها معيلات من الإناث دون وجود شريك،  بينما كانت نسبة 5.5% من الأسر لديها معيلون من الذكور دون وجود شريكة وكانت نسبة 33.1% من غير العائلات. تألفت نسبة 30.2% من أصل جميع الأسر من عدة أفراد يعيشون في نفس المنزل ونسبة 14.3% كانت تتألف من شخص يعيش بمفرده يبلغ من العمر 65 عاماً أو أكثر. وبلغ متوسط حجم الأسرة المعيشية 2.51، أما متوسط حجم العائلات فبلغ 3.10.
بلغ العمر الوسطي للسكان 38.7 عاماً. وكانت نسبة 22.9% من القاطنين تحت سن الثامنة عشر، وكانت نسبة 7.8% بين الثامنة عشر والرابعة والعشرين عاماً، ونسبة 25.7% كانت واقعةً في الفئة العمرية ما بين الخامسة والعشرين والرابعة والأربعين عاماً، ونسبة 17.6% كانت ما بين الخامسة والأربعين والرابعة والستين، ونسبة 11.4% كانت ضمن فئة الخامسة والستين عاماً فما فوق. يوجد لكل 100 أنثى 96.5 ذكر، ويوجد لكل 100 أنثى في الثامنة عشر من عمرها فما فوق 89.9 ذكر.
بلغ متوسط دخل الأسرة في البلدة 31,250 دولارًا، أما متوسط دخل العائلة فبلغ 45,000 دولارًا. وكان متوسط دخل الذكور 25,172 دولارًا مقابل 25,273 دولارًا للإناث. وسجل دخل الفرد الخاص بالبلدة 14,792 دولارًا. وكانت نسبة 10.6% من العائلات ونسبة 14.4% من السكان تحت خط الفقر، وكان من هؤلاء نسبة 19% تحت سن الثامنة عشر ونسبة 13.9% في الخامسة والستين من العمر وما فوق.

### تعداد عام 2010
بلغ عدد سكان يادكينفيل 2,959 نسمة بحسب تعداد عام 2010، وبلغ عدد الأسر 1,083 أسرة وعدد العائلات 656 عائلة مقيمة في البلدة. في حين سجلت الكثافة السكانية 399.9 نسمة لكل كيلومتر مربع (1,035.7/ميل2). وبلغ عدد الوحدات السكنية 1,235 وحدة بمتوسط كثافة قدره 166.9 لكل كيلومتر مربع (432.3/ميل2).
وتوزع التركيب العرقي للبلدة بنسبة 74.08% من البيض و6.96% من الأمريكيين الأفارقة و0.14% من الأمريكيين الأصليين و0.34% من الأمريكيين ذوي الأصول الآسيوية و0.03% من سكان جزر المحيط الهادئ و17.17% من الأعراق الأخرى و1.28% من عرقين مختلطين أو أكثر و23.72% من الهسبانيون أو اللاتينيون من أي عرق.
بلغ عدد الأسر 1,083 أسرة كانت نسبة 32.5% منها لديها أطفال تحت سن الثامنة عشر تعيش معهم، وبلغت نسبة الأزواج القاطنين مع بعضهم البعض 40.9% من أصل المجموع الكلي للأسر، ونسبة 15% من الأسر كان لديها معيلات من الإناث دون وجود شريك،  بينما كانت نسبة 4.7% من الأسر لديها معيلون من الذكور دون وجود شريكة وكانت نسبة 39.4% من غير العائلات. تألفت نسبة 34.3% من أصل جميع الأسر من عدة أفراد يعيشون في نفس المنزل ونسبة 15.8% كانت تتألف من شخص يعيش بمفرده يبلغ من العمر 65 عاماً أو أكثر. وبلغ متوسط حجم الأسرة المعيشية 2.47، أما متوسط حجم العائلات فبلغ 3.22.
بلغ العمر الوسطي للسكان 39.1 عاماً. وكانت نسبة 23.7% من القاطنين تحت سن الثامنة عشر، وكانت نسبة 9% بين الثامنة عشر والرابعة والعشرين عاماً، ونسبة 25.8% كانت واقعةً في الفئة العمرية ما بين الخامسة والعشرين والرابعة والأربعين عاماً، ونسبة 20.8% كانت ما بين الخامسة والأربعين والرابعة والستين، ونسبة 20.8% كانت ضمن فئة الخامسة والستين عاماً فما فوق. وتوزع التركيب الجنسي للسكان بنسبة 46.3% ذكور و53.7% إناث.

## أعلام
- مو كوان
- فان فليتشير